# Juanlu Sánchez
Juan Luis Sánchez Velasco (Siviglia, 15 agosto 2003) è un calciatore spagnolo, difensore del Siviglia.

## Carriera

### Club
Cresciuto nel settore giovanile del Siviglia, il 15 novembre 2021 esordisce in prima squadra in Coppa del Re contro l'Andratx.
Nel 2022 viene girato in prestito al Mirandés.

### Nazionale
Ha giocato nelle nazionali giovanili spagnole Under-16, Under-17, Under-18, Under-19 ed Under-21.
Nel 2024 vince la medaglia d'oro ai Giochi Olimpici di Parigi.

## Statistiche

### Presenze e reti nei club
Statistiche aggiornate 17 agosto 2025.
| Stagione                 | Squadra                  | Campionato               | Campionato | Campionato | Coppe nazionali | Coppe nazionali | Coppe nazionali | Coppe continentali | Coppe continentali | Coppe continentali | Altre coppe | Altre coppe | Altre coppe | Totale | Totale |
| Stagione                 | Squadra                  | Comp                     | Pres       | Reti       | Comp            | Pres            | Reti            | Comp               | Pres               | Reti               | Comp        | Pres        | Reti        | Pres   | Reti   |
| ------------------------ | ------------------------ | ------------------------ | ---------- | ---------- | --------------- | --------------- | --------------- | ------------------ | ------------------ | ------------------ | ----------- | ----------- | ----------- | ------ | ------ |
| 2019-2020                | Siviglia Atlético        | SDB                      | 16         | 0          | -               | -               | -               | -                  | -                  | -                  | -           | -           | -           | 16     | 0      |
| 2020-2021                | Siviglia Atlético        | SDB                      | 23         | 3          | -               | -               | -               | -                  | -                  | -                  | -           | -           | -           | 23     | 3      |
| 2021-2022                | Siviglia Atlético        | PF                       | 29         | 4          | -               | -               | -               | -                  | -                  | -                  | -           | -           | -           | 29     | 4      |
| Totale Siviglia Atlético | Totale Siviglia Atlético | Totale Siviglia Atlético | 68         | 7          |                 | -               | -               |                    | -                  | -                  |             | -           | -           | 68     | 7      |
| 2021-2022                | Siviglia                 | PD                       | 1          | 0          | CR              | 1               | 0               | UCL                | 0                  | 0                  | -           | -           | -           | 2      | 0      |
| 2022-2023                | Mirandés                 | SD                       | 37         | 2          | CR              | 1               | 0               | -                  | -                  | -                  | -           | -           | -           | 38     | 2      |
| 2023-2024                | Siviglia                 | PD                       | 26         | 0          | CR              | 4               | 1               | UCL                | 6                  | 0                  | SU          | 1           | 0           | 37     | 0      |
| 2024-2025                | Siviglia                 | PD                       | 32         | 4          | CR              | 3               | 1               | -                  | -                  | -                  | -           | -           | -           | 35     | 5      |
| 2025-2026                | Siviglia                 | PD                       | 1          | 0          | CR              | 0               | 0               | -                  | -                  | -                  | -           | -           | -           | 1      | 0      |
| Totale Siviglia          | Totale Siviglia          | Totale Siviglia          | 60         | 4          |                 | 8               | 2               |                    | -                  | -                  |             | -           | -           | 75     | 5      |
| Totale carriera          | Totale carriera          | Totale carriera          | 165        | 13         |                 | 9               | 2               |                    | 6                  | 0                  |             | 1           | 0           | 181    | 14     |

## Palmàres

### Competizioni internazionali
- UEFA-CONMEBOL Club Challenge: 1

Siviglia: 2023

### Nazionale
- Oro olimpico: 1

Parigi 2024